# Fatos Nano
Fatos Thanas Nano, född 16 september 1952 i Tirana, är en albansk politiker som var premiärminister 1991, 1997–1998 och 2002–2005. Han var ledare för Albaniens socialistparti och till yrket ekonom. 
Efter att 1991 ha varit biträdande premiärminister och minister för utrikes ekonomiska relationer blev han partiledare för Albaniens socialistparti (PS) i juni 1991. Han arresterades 30 juli 1993 och dömdes 3 april 1994 mot sitt nekande till 12 års fängelse för förskingring och andra brott.
I samband med revolten mot Sali Berishas styre i mars 1997 frisläpptes Nano ur fängelset och benådades av Berisha 15 mars 1997. Därefter återinträdde han som partiledare. Efter valet i juni 1997 återvände han till premiärministerposten i spetsen för en center-vänsterkoalition. Den politiska instabiliteten fortsatte dock i Albanien och i september 1998 avgick han från premiärministerposten.
Nano lämnade posten som partiordförande i februari 1999 men återvaldes till posten i oktober 1999, vilket ledde till att hans efterträdare som premiärminister, Pandeli Majko, avgick och efterträddes av Ilir Meta. Efter att Nano anklagat Metas regering för korruption och inkompetens avgick Meta som premiärminister 2002, och efterträddes under några månader av Majko. Nano blev därefter premiärminister en tredje gång i juli 2002. Efter att Socialistiska partiet förlorat i valet 2005 avgick han som premiärminister och partiledare.